# Szilárda
A Szilárda a Szilárd férfinév női párja, a Konstancia magyarítására.

## Gyakorisága
Az 1990-es években szórványos név, a 2000-es években nem szerepel a 100 leggyakoribb női név között.

## Névnap
- szeptember 19.[2]
- december 14.[2]

## Híres Szilárdák
- fáradi Veres Szilárda "Konstancia" (1841-1929), az Országos Nőképző Egyesület elnöke, az Erzsébetrend nagykeresztjének tulajdonosa, akinek a férje,[5] rudnói és divékujfalusi Rudnay József (1828-1909), nemzetőr, 1848-as honvédhadnagy volt.[6]